# Iota Horologii b
Iota Horologii b (ι Hor b, ι Horologii b), thường được xếp vào danh lục HR 810 b, là một ngoại hành tinh cách Trái Đất khoảng 56,5 năm ánh sáng trong chòm sao Thời Chung (Horologium). Iota Horologii b có khối lượng tối thiểu 1,94 lần khối lượng Sao Mộc, tuy nhiên các đo đạc trắc lượng thiên thể sơ bộ cho thấy thiên thể này có thể có khối lượng khoảng 24 lần Sao Mộc và do đó sẽ là một sao lùn nâu.

## Phát hiện
Việc phát hiện ra Iota Horologii b là kết quả của một cuộc khảo sát dài hạn 40 sao tương tự Mặt Trời được bắt đầu vào tháng 11 năm 1992. Hành tinh này đại diện cho phát hiện đầu tiên về một hành tinh ngoài hệ mặt trời bằng thiết bị của Đài thiên văn phía Nam của châu Âu, với dữ liệu được tìm thấy tại Đài thiên văn La Silla ở Chile.
Tín hiệu Kepler tìm thấy hành tinh này có chu kỳ quỹ đạo là 320,1 ngày, chỉ ra một hành tinh trên quỹ đạo có khối lượng tối thiểu 2,26 khối lượng Sao Mộc. Iota Horologii b được công bố vào mùa hè năm 1999 như là hành tinh đầu tiên được nhóm thợ săn hành tinh do Martin Kürster chỉ đạo tìm thấy.
Các đo đạc của Iota Horologii cho thấy hành tinh này có chu kỳ quay quanh ngôi sao khoảng 320 ngày. Từ chu kỳ này, khối lượng đã biết của ngôi sao trung tâm (1,25 khối lượng Mặt Trời)  và biên độ của các thay đổi vận tốc, khối lượng ít nhất gấp 2,26 lần Sao Mộc được suy ra cho hành tinh này.
Nó quay quanh ngôi sao chủ trên một quỹ đạo hơi thuôn dài. Nếu nó nằm trong hệ Mặt Trời thì quỹ đạo này sẽ trải dài từ ngay bên ngoài quỹ đạo của Sao Kim (117 triệu km hay 0,78 AU tính từ Mặt Trời) đến ngay bên ngoài quỹ đạo của Trái Đất (162 triệu km hay 1,08 AU). Do hành tinh này nặng hơn ít nhất là 720 lần Trái Đất, nên người ta dự đoán rằng Iota Horologii b giống với Sao Mộc hơn.
Trong phân tích trắc lượng thiên thể gần đây của Iota Horologii b người ta thấy rằng hành tinh b có thể có khối lượng tới 24 lần Sao Mộc, với độ nghiêng 5,5 độ từ đường ngắm từ Trái Đất. Với các tính toán này, Iota Horologii b thực tế có thể là một sao lùn nâu cực mờ và là đồng hành á sao của Iota Horologii. Tuy nhiên, sau đó người ta nhận thấy các đo đạc này chỉ có ích đối với các giới hạn trên của độ nghiêng.